# Phare de Krossnes
Le phare de Krossnes est un phare d'Islande. Il marque l'entrée occidentale du Grundarfjörður, dans la région de Vesturland.